# 煽动颠覆国家政权罪
煽动颠覆国家政权罪（英語：Inciting subversion of state power），是中华人民共和国的一项刑事罪名。
现始于1997年《中华人民共和国刑法》第105条第2款，取代反革命罪，内容为“以造谣、诽谤或者其他方式煽动颠覆国家政权、推翻社会主义制度的，处5年以下有期徒刑、拘役、管制或者剥夺政治权利；首要分子或者罪行重大的，处5年以上有期徒刑。”另根据第113条第2款，“犯本章之罪的，可以并处没收财产”。根据第56条，“对于危害国家安全的犯罪分子应当附加剥夺政治权利”。
《中华人民共和国香港特別行政區國家安全法》第二十三條規定，任何人煽動、協助、教唆、以金錢或者其他財物資助他人颠覆国家政权，即屬犯罪。情節嚴重的，處五年以上十年以下有期徒刑；情節較輕的，處五年以下有期徒刑、拘役或者管制。

## 背景
该罪名存在争议，中華人民共和國最高人民法院院长周强曾提出抵制西方“宪政民主”、“三权分立”、“司法独立”等“错误思潮”影响。2019年2月，中国官方媒体新华社引述中共中央报刊《求是》报道称，中共中央总书记习近平在中央全面依法治国委员会首次会议上发言，指出必须坚持加强党对依法治国的领导，决不能走宪政、三权分立和司法独立的路。
2003年7月，李建强律师等人公开建议废除或修改“煽动颠覆国家政权罪”。2004年2月，独立中文笔会联署102人签名，要求对“煽动颠覆国家政权罪”作出法律解释。2008年2月，维权网发表“致全国人大常委会公开信”，要求终止使用“煽动颠覆国家政权罪”惩罚言论自由。

## 已被定罪的人员
| 姓名                   | 刑期，剥夺政治权利 | 庭审过程 |
| ---------------------- | ------------------ | --- |
| 赵常青                 | 3年，1年           | 1998年7月25日，陕西省汉中市中级人民法院，有期徒刑3年，剥夺政治权利1年； |
| 赵常青                 | 5年，3年           | 2003年8月4日，陕西省西安市中级人民法院，有期徒刑5年，剥夺政治权利3年；未上诉。 |
| 林海                   | 2年，1年           | 1998年3月25日被公安抓捕，4月30日被以煽动颠覆国家政权罪起诉。1999年1月20被判处有期徒刑2年，剥夺政治权利1年，没收个人财产1万元。1999年9月被假释出狱。现已移居美国。 |
| 刘宪立                 | 4年，1年           | 1999年5月10日，北京市第一中级人民法院，有期徒刑4年，剥夺政治权利1年；北京市高级人民法院裁定驳回上诉，维持原判。 |
| 郭庆海                 | 4年，3年           | 2001年4月5日，河北省沧州市中级人民法院，有期徒刑4年，剥夺政治权利3年。2001年6月18日，河北省高级人民法院裁定驳回上诉，维持原判。 2004年9月获释，2008年底流亡泰国。 |
| 陶君                   | 3年                | 2001年8月，广东省深圳市中级人民法院，有期徒刑3年。广东省高级人民法院裁定驳回上诉，维持原判。 |
| 李旺阳                 | 10年，4年          | 2001年9月11日，湖南省邵阳市中级人民法院，有期徒刑10年，剝夺政治权利4年；前后累计监禁22年。 2011年5月5日获释，2012年6月6日在医院里神秘死亡，官方称其是自杀。 |
| 王金波                 | 4年，2年           | 2001年12月，山东省临沂市中级人民法院，有期徒刑4年，剥夺政治权利2年。山东省高级人民法院裁定驳回上诉，维持原判 |
| 牟传珩                 | 3年，5年           | 2002年9月，山东省青岛市中级人民法院，有期徒刑3年，剥夺政治权利5年；山东省高级人民法院裁定驳回上诉，维持原判； |
| 黄琦                   | 5年，1年           | 2003年2月，四川省成都市中级人民法院，有期徒刑5年，剥夺政治权利1年；四川省高级人民法院裁定驳回上诉，维持原判； |
| 陶海东                 | 7年，3年           | 2003年2月，新疆维吾尔自治区乌鲁木齐市中级人民法院，有期徒刑7年，剥夺政治权利3年； |
| 颜钧                   | 2年，3年           | 2003年4月，陕西省西安市中级人民法院，有期徒刑2年，剥夺政治权利3年；陕西省高级人民法院裁定驳回上诉，维持原判； |
| 蔡陆军                 | 3年，1年           | 2003年9月，河北省石家庄市中级人民法院，有期徒刑3年，剥夺政治权利1年；河北省高级人民法院裁定驳回上诉，维持原判； |
| 王小宁                 | 10年，2年          | 作者，编写网刊《星星之火可以燎原》，宣传社会主义政治民主和反腐败。2003年9月，北京市第一中级人民法院，有期徒刑10年，剥夺政治权利2年；北京市高级人民法院裁定驳回上诉，维持原判； |
| 罗永忠                 | 3年，2年           | 2003年10月，吉林省长春市中级人民法院，有期徒刑3年，剥夺政治权利2年；吉林省高级人民法院裁定驳回上诉，维持原判； |
| 何德普                 | 8年，2年           | 2003年11月，北京市第一中级人民法院，有期徒刑8年，剥夺政治权利2年；北京市高级人民法院裁定驳回上诉，维持原判； |
| 罗长福                 | 3年，1年           | 2003年11月16日，重庆市第一中级法院，有期徒刑3年，剥夺政治权利1年； |
| 桑坚成                 | 3年                | 2004年1月18日，上海市第二中级人民法院，有期徒刑3年；未上诉。 |
| 欧阳懿                 | 2年，2年           | 2004年3月，四川省成都市中级人民法院，有期徒刑2年，剥夺政治权利2年；未上诉。 |
| 杜导斌                 | 3年，2年           | 2004年6月，湖北省孝感市中级人民法院，有期徒刑3年，缓刑4年，剥夺政治权利2年；湖北省高级人民法院裁定驳回上诉，维持原判；2008年7月，湖北省孝感市中级人民法院撤销缓刑，执行原判有期徒刑3年，剥夺政治权利2年。                                                                             |
| 张林                   | 5年，4年           | 2005年7月28日，安徽省蚌埠市中级人民法院，有期徒刑5年，剥夺政治权利4年，2009年8月提前获释；安徽省高级人民法院裁定驳回上诉，维持原判； |
| 郑贻春                 | 7年，3年           | 2005年9月，辽宁省营口市中级人民法院，有期徒刑7年，剥夺政治权利3年；辽宁省高级人民法院裁定驳回上诉，维持原判； |
| 李元龙                 | 2年，2年           | 中国贵州《毕节日报》记者，曾以笔名“夜狼”发表过“从百岁老朽入党水开去”等文章。开庭两个月后的2006年7月13日，贵州省毕节地区中级人民法院对李元龙案做出一审判决：李元龙犯煽动颠覆国家政权罪，判处有期徒刑2年，剥夺政治权利2年。                                                             |
| 郭起真                 | 4年，3年           | 2006年10月，河北省沧州市中级人民法院，有期徒刑4年，剥夺政治权利3年； |
| 李建平                 | 2年，2年           | 2006年10月，山东省淄博市中级人民法院，有期徒刑2年，剥夺政治权利2年。 |
| 高智晟                 | 3年，1年           | 2006年12月，北京市第一中级人民法院，有期徒刑3年，缓刑5年，剥夺政治权利1年； |
| 张建红                 | 6年，1年           | 2007年3月，浙江省宁波市中级人民法院，有期徒刑6年，剥夺政治权利1年；因患渐冻症瘫痪后于2010年6月5日保外就医获释，12月31日去世，享年52岁。 |
| 严正学                 | 3年，1年           | 2007年4月，浙江省台州市中级人民法院，有期徒刑3年，剥夺政治权利1年，2009年7月减刑获释； |
| 文炎                   | 6年                | 曾经创建中国泛蓝联盟，2007年6月，被政府以煽动颠覆国家政权罪判刑6年。。 |
| 陈树庆                 | 4年，1年           | 2007年8月，浙江省杭州市中级人民法院，有期徒刑4年，剥夺政治权利1年； |
| 荣杰阿扎               | 8年                | 藏族牧民，2007年11月，四川省甘孜藏族自治州中级人民法院，有期徒刑8年； |
| 杨春林                 | 5年，2年           | 2008年2月，黑龙江省佳木斯市中级人民法院，有期徒刑5年，剥夺政治权利2年； |
| 胡佳                   | 3年6个月           | 2008年4月，北京市第一中级人民法院，有期徒刑三年零六个月； |
| 吕耿松                 | 4年，1年           | 2008年4月，浙江省杭州市中级人民法院，有期徒刑4年，剥夺政治权利1年；浙江省高级人民法院裁定驳回上诉，维持原判； |
| 陈道军                 | 3年，3年           | 2008年11月，四川省成都市中级人民法院，有期徒刑3年，剥夺政治权利3年； |
| 刘晓波                 | 11年，2年          | 2009年6月23日被逮捕，2009年12月25日，北京市第一中级人民法院，有期徒刑11年，剥夺政治权利2年；2010年2月11日，北京市高级人民法院裁定驳回上诉，维持原判，在辽宁省抚顺市监狱服刑，同年10月获得诺贝尔和平奖，2017年7月13日在沈阳因为肝癌去世。                                              |
| 张起                   | 5年，3年           | 2009年7月7日，重庆市第一中级人民法院，有期徒刑4年，剥夺政治权利2年。2009年10月，重庆市高级人民法院裁定驳回上诉，维持原判。 |
| 谭作人                 | 5年，3年           | 2010年2月9日，四川省成都市中级人民法院，有期徒刑5年，剥夺政治权利3年；；2010年6月9日，四川省高级人民法院裁定驳回上诉，维持原判； |
| 周岁雄                 | 1年6个月           | 2011年1月，广西省柳州市中级人民法院，有期徒刑1年6个月； |
| 刘贤斌                 | 10年，2年4个月     | 2011年3月，四川省遂宁市中级人民法院，有期徒刑10年，剥夺政治权利2年零4个月。 |
| 吕加平                 | 10年，2年          | 2011年5月13日，北京市第一中级人民法院，有期徒刑10年，剥夺政治权利2年； |
| 金安迪                 | 8年，1年           | 2011年5月13日，北京市第一中级人民法院，有期徒刑8年，剥夺政治权利1年； |
| 赵海通                 | 14年，5年          | 2014年7月25日，新疆维吾尔族自治区乌鲁木齐市中级人民法院，有期徒刑14年，剥夺政治权利5年； |
| 王喻平                 | 11年，3年          | 2015年1月8日，湖北省荆州市第一中级人民法院，有期徒刑11年，剥夺政治权利3年； |
| 张海涛                 | 19年，5年          | 2016年1月15日，新疆维吾尔族自治区乌鲁木齐中级人民法院，“煽动颠覆国家罪”有期徒刑15年，“为境外刺探、非法提供情报罪”有期徒刑5年，二罪合并执行19年，剥夺政治权利5年，并处没收个人财产人民币12万；在新疆沙雅监狱服刑。                                                                     |
| 王清营                 | 2.5年              | 2014年6月20日，以嫌煽动颠覆国家政权罪被正式逮捕，2016年1月29日，被广州中院以嫌煽动颠覆国家政权罪判处2.5年有期徒刑。当年11月15日，刑滿出獄，2018年7月9日定居美国 |
| 袁新亭                 | 3.5年              | 《零八宪章》的首批签署人，2014年5月16日因涉嫌“寻衅滋事罪”被广州市公安局白云区分局刑事拘留，2014年6月20日被正式逮捕。2015年5月，广州中院改以“煽动颠覆国家政权罪”对其提起公诉。，2016年1月29日，被广州中院判处三年半有期徒刑。                                                          |
| 唐荆陵                 | 5年                | 2014年5月16日，广州警方以涉嫌“寻衅滋事罪”将唐荆陵刑事拘留，关押于白云区看守所，6月21日，唐荆陵被以涉嫌煽动颠覆国家政权罪正式拘捕，2015年6月19日，唐荆陵被控“煽动颠覆国家政权”案在广州市中级人民法院开审，2016年1月29日，他被广州中院判处五年有期徒刑，2019年4月29日，唐荆陵刑满出狱。 |
| 权平                   | 1年6个月           | 2017年2月15日，吉林省延边中级法院，有期徒刑1年6个月。 |
| 江天勇                 | 2年，3年           | 2017年11月21日，湖南省长沙市中级人民法院，有期徒刑2年，剥夺政治权利3年； |
| 李霖                   | 4年                | 2018年12月5日，乌鲁木齐市中级人民法院，有期徒刑4年。 |
| 王怡                   | 9年，3年           | 2019年12月30日，成都市中级人民法院，"煽动颠覆国家政权罪"及"非法经营罪"两罪，有期徒刑9年，剥夺政治权利3年，没收个人财产人民币五万元； |
| 李怀庆                 | 20年，3年          | 2020年11月，重庆市第一中级法院，"煽动颠覆国家政权罪、诈骗罪、敲诈勒索罪、非法拘禁罪"四罪，有期徒刑20年，剥夺政治权利3年 |
| 王藏（原名王玉文）     | 4年                | 2022年12月11日，云南楚雄州中级法院 |
| 王丽（本名王利芹）     | 2年6个月           | 2022年12月11日，云南楚雄州中级法院 |
| 欧彪峰                 | 3年6个月，3年      | 曾公开声援香港反修例运动以及"泼墨女孩"董瑶琼的湖南株洲异议人士欧彪峰，被法院裁定"煽动颠覆国家政权"罪成，判囚三年六个月。 |
| 编程随想（本名阮晓寰） | 7年，2年           | 2021年5月11日被刑事拘留，同年6月17日被逮捕。2023年2月10日，上海市第二中级人民法院，一审判决，"煽动颠覆国家政权罪"判处有期徒刑七年，剥夺政治权利二年。刑期从判决执行之日起计算。判决执行以前先行羁押的，羁押一日折抵刑期一日，即自2021年5月10日起至2028年5月9日止。                    |
| 覃永沛                 | 5年                | 2023年3月31日，广西律师覃永沛被羁押超过三年后，被法院裁定"煽动颠覆国家政权"罪成，判处有期徒刑五年。他发起的"中国律师后俱乐部"被视为"煽颠"的主要罪证。 |
| 杨泽伟                 | 5年                | 2023年3月发起“拆墙运动”，5月31日被中国公安与老挝警察合作引渡中国大陆，7月7日，湖南衡阳市公安局直属分局对杨泽伟以涉嫌煽动颠覆国家政权正式执行逮捕，羁押于湖南衡阳市未成年人看守所，2023~2024年之间（未知具体年份时间，未知法院）被判处有期徒刑5年，2024年9月移送湖南省赤山监狱服刑。   |
| 杨绍政                 | 4年6个月           | 2023年8月31日，贵州省贵阳市中级法院 |

| 年份 | 数量 | 人物                                               |
| ---- | ---- | -------------------------------------------------- |
| 1999 | ≥2   | 林海、刘宪立                                       |
| 2001 | ≥4   | 郭庆海、李旺阳、王金波、陶君                       |
| 2002 | ≥1   | 牟传珩                                             |
| 2003 | ≥7   | 黄琦、颜钧、蔡陆军、王小宁、何德普、陶海东、罗永忠 |
| 2004 | ≥3   | 欧阳懿、杜导斌、桑坚成                             |
| 2005 | ≥2   | 张林、郑贻春                                       |
| 2006 | ≥4   | 高智晟、李建平、李元龙、郭起真                     |
| 2007 | ≥4   | 张建红、陈树庆、荣杰阿扎、严正学                   |
| 2008 | ≥4   | 胡佳、吕耿松、杨春林、陈道军                       |
| 2009 | ≥2   | 刘晓波、张起                                       |
| 2010 | ≥1   | 谭作人                                             |
| 2011 | ≥3   | 刘贤斌、吕加平、周岁雄                             |
| 2014 | ≥1   | 赵海通                                             |
| 2015 | ≥1   | 王喻平                                             |
| 2016 | ≥4   | 张海涛、王清营、袁新亭、唐荆陵                     |
| 2017 | ≥2   | 江天勇、权平                                       |
| 2018 | ≥1   | 李霖                                               |
| 2019 | ≥1   | 王怡                                               |
| 2020 | ≥1   | 李怀庆                                             |
| 2022 | ≥2   | 王藏、王丽、欧彪峰                                 |
| 2023 | ≥4   | 阮晓寰、覃永沛、杨绍政、杨泽伟                     |

## 待判刑人員
1. 柴晓明，北京大学马克思主义学院讲师，因极左观点被捕，2020年8月，在南京秘密接受审判。[72]

## 政府回应及争议
中华人民共和国外交部发言人姜瑜在被記者问到诺贝尔和平奖颁奖仪式可能因刘晓波在服刑而无法颁奖表示，“在依法治国、依法办事方面，国际社会不应该有双重标准。许多国家都有针对煽动罪的法律规定，例如《美国法典》，还有英国的《1351年叛国法令》”。
而美国法典§2385 (《史密斯法》)并"不禁止暴力推翻政府的抽象学说的宣扬"。1957年，在布兰登伯格诉俄亥俄州案中判决“仅仅是鼓吹”暴力在本质上是"受保护的言论"。布兰登伯格案事实上是对丹尼斯案的推翻，明确了不受到法律保护的言论只能是造成了“迫在眉睫的不法行为”的言论。1351年叛国法令最后一次被执行是1946年处决威廉·乔伊斯，目前尚不清楚这项法令是否还存在或有其他修订版本。
虽然美国宪法第三條第三項亦设置颠覆罪，相似案件中，自由主义者往往认为美国的颠覆罪不危害个人自由，认为中国的颠覆罪危害个人自由。宾夕法尼亚大学法学院教授戴杰指出，美国法典中提到的“颠覆政府罪”与中国刑法中所确立的“煽动颠覆国家政权罪”有根本性的区别。他说：“在美国，我们只惩处鼓吹和宣传以暴力阴谋颠覆政府的人以及实际颠覆政府的行为。假如某人仅仅是发表批评政府的言论说，政府的作法错了，或者政府应该改朝换代了，只要这个人不采取实际行动颠覆政府，或者鼓吹使用武力或暴力颠覆政府，美国法律就不会来找他的麻烦。” 原北京大学讲师、中国宪政学者王天成指出，美国法典中的煽动颠覆政府罪的罪名若要成立，必须以通过暴力推翻政府为先决条件。高铭暄教授指出，征集他人签名，已经不是言论问题了，而是实施了（中国）刑法禁止的“行为”